# 豪格平川陕之战
豪格平川陕之战爆發於顺治三年（1646年）三月至顺治五年（1648年）二月，此役张献忠戰死，大西军大敗，清軍佔領四川。
顺治三年（1646年），豪格被任命为靖远大将军，率领衍禧郡王罗洛浑、贝勒尼堪等人开始征剿陝川，不久，陕西平定。经汉中，命鳌拜急行军，偷袭贺珍，孫守法、王光恩、武大定、賀珍等潰敗。十一月，豪格军自陕西入四川，张献忠的部下刘进忠在百丈关（今四川旺苍以西）向豪格投降。豪格命鳌拜与刘进忠向川北進攻，过保宁（今四川阆中），侦知张献忠在西充，张献忠被射殺。顺治四年（1647年）八月，豪格军一路勢如破竹，攻克茂州、荣昌、隆昌、富顺、内江、夔州及贵州之遵义诸县。顺治五年（1648年）二月，四川略定，班师。